# Erté
Erté, pseudoniem van Romain de Tirtoff (Russisch: Роман Петрович Тыртов, Roman Petrovitsj Tirtov) (Sint-Petersburg, 23 november 1892 – Parijs, 21 april 1990) was een Frans kunstenaar en ontwerper van Russische komaf. Hij hield zich onder andere bezig met mode, sieraden, grafische kunst, kostuumontwerpen en decorontwerpen voor film, theater en opera.

## Biografie

Erté's handtekening

Tirtoff werd geboren in een welgestelde familie. Zijn vader, Pyotr Ivanovich Tyrtov, diende als admiraal in de Russische Marine.
In 1910 verhuisde Tirtoff naar Parijs om een carrière als ontwerper na te streven. Dit was tegen de wens van zijn vader, die wilde dat Tirtoff net als hij bij de marine zou gaan. Om te voorkomen dat hij zijn familie te schande zou maken, nam hij zijn pseudoniem Erté aan, vernoemd naar de uitspraak van zijn initialen, R.T.
In 1915 kreeg hij zijn eerste contract bij het tijdschrift Harper's Bazaar. Tussen 1915 en 1937 ontwierp Erté meer dan 200 voorpagina's voor dit tijdschrift, die ook werden gebruikt voor Illustrated London News, Cosmopolitan, Ladies' Home Journal, en Vogue.
Erté verkreeg grote bekendheid als modeontwerper. Hij maakte gebruik van de art-decostijl. Een van zijn eerste ontwerpen was voor de Franse danseres Gaby Deslys. Zijn kostuums werden gebruikt in de Ziegfeld Follies van 1923, veel producties van de Folies Bergère, en George White's Scandals. Op Broadway droeg de Franse chanteuse Irène Bordoni Erté's ontwerpen.
In 1925 bracht Louis B. Mayer Erté naar Hollywood om decors te helpen ontwerpen voor de film Paris. Vanwege problemen met het script liep de productie van deze film vertraging op, dus kreeg Erté eerst andere opdrachten. Hij werkte mee aan Ben-Hur, The Mystic, Time, The Comedian, en Dance Madness.
In de jaren 1960 kende Erté’s werk een heropleving.

## Invloed
Erté’s bekendste modeontwerp is Symphony in Black: een slanke vrouw in zwarte kleding, met een zwarte hond aan de riem. Deze afbeelding is talloze keren gekopieerd en hergebruikt. Zijn ideeën over mode worden vandaag de dag nog altijd gebruikt.
Erté’s werk is te vinden in tal van bekende musea, waaronder het Victoria and Albert Museum en het Metropolitan Museum of Art.

## Werk
- Things I remember: An autobiography, Quadrangle/The New York Times Book Co., 1975, ISBN 0-8129-0575-X.